# Southwark metróállomás
A Southwark a londoni metró egyik állomása az 1-es zónában, a Jubilee line érinti.

## Története
Az állomást 1999. november 20-án adták át a Jubilee line részeként.

## Forgalom
| Járat | Útvonal | Gyakoriság     |
| ----- | --- | -------------- |
|       | Stanmore – Canons Park – Queensbury – Kingsbury – Wembley Park – Neasden – Dollis Hill – Willesden Green – Kilburn – West Hampstead – Finchley Road – Swiss Cottage – St. John’s Wood – Baker Street – Bond Street – Green Park – Westminster – Waterloo – Southwark – London Bridge – Bermondsey – Canada Water – Canary Wharf – North Greenwich – Canning Town – West Ham – Stratford | 2-4 percenként |

## Átszállási kapcsolatok
| Állomás   | Átszállási kapcsolatok                                                      |
| --------- | --------------------------------------------------------------------------- |
| Southwark | National Rail (Waterloo-East vasútállomás) Helyi buszok (Southwark Station) |

## Fordítás
- Ez a szócikk részben vagy egészben  a   Southwark tube station című angol Wikipédia-szócikk fordításán alapul.  Az eredeti cikk szerkesztőit annak laptörténete sorolja fel. Ez a jelzés csupán a megfogalmazás eredetét és a szerzői jogokat jelzi, nem szolgál a cikkben szereplő információk forrásmegjelöléseként.